# The Fireman (groupe)
Pour les articles homonymes, voir Fireman.

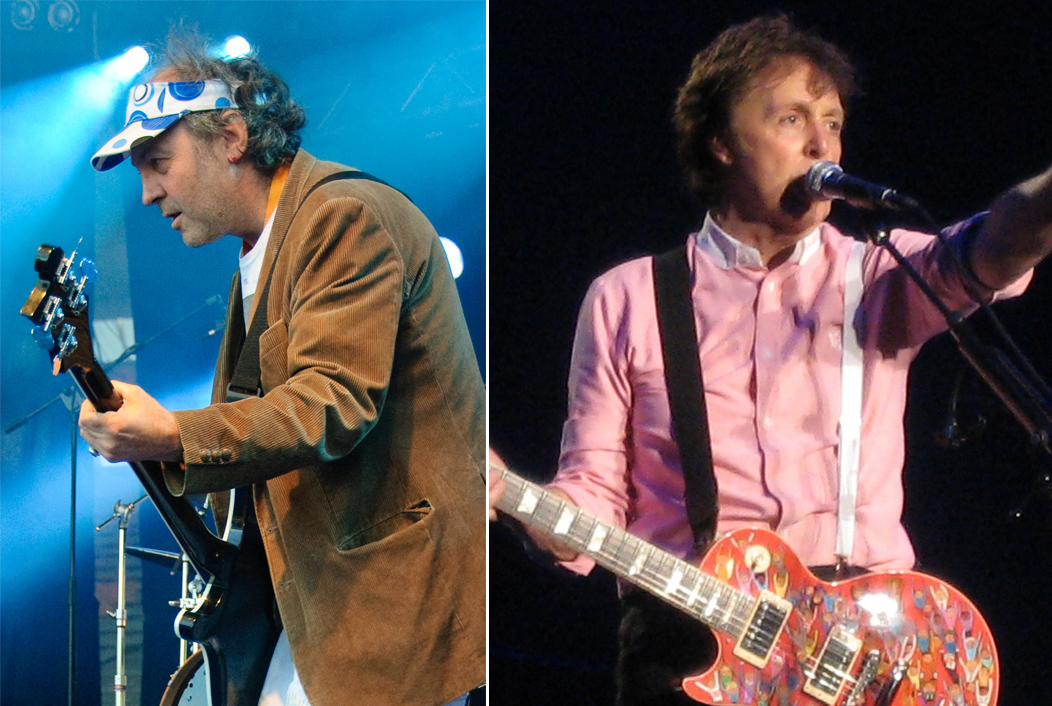
Youth et Paul McCartney.

The Fireman est un duo d'electro-expérimental composé de l'auteur-compositeur-interprète Paul McCartney et du producteur de musique et bassiste Youth. L'identité du compositeur et de son producteur-arrangeur n'a été révélée que plus de quinze ans après la formation du groupe, à l'occasion de la sortie d'un troisième album.
En 1993, le duo McCartney-Youth a publié son premier album, Strawberries Oceans Ships Forest, et enchaîne avec Rushes en 1998. En 2000, Martin Glover a également participé à Liverpool Sound Collage, un album du même style de musique expérimentale de McCartney.
En juin 2008, le site officiel de Paul McCartney a annoncé que le morceau intitulé Lifelong Passion (Sail Away), de l'album Electric Arguments, serait émis en téléchargement en édition limitée pour les fans ayant fait un don à l'organisme caritatif Adopt-A-Minefield. L'album est sorti sur le label One Little Indian le 24 novembre 2008.
Electric Arguments propose des chansons plus traditionnelles, dans lesquelles il y a du chant pour la première fois — voix dues en majorité à McCartney. Le duo a emprunté le titre Electric Arguments au poème d'Allen Ginsberg Kansas City to Saint-Louis. Dans le magazine Wired, McCartney a déclaré que c'était parce qu'« il a été à la recherche de la beauté des combinaisons de mots plutôt que leur sens ».

## Discographie
- 1993 : Strawberries Oceans Ships Forest
- 1998 : Rushes
- 2008 : Electric Arguments

## Singles
- Transpiritual Stomp/Arizona Light Mix (1993)
- Rushes (1998)
- Fluid
- Appletree Cinnabar Amber
- Bison (long one)
- Fluid (Nitin Sawhney Remixes) (1999)
- Fluid (out of body and mind mix)
- Fluid (out of body mix)
- Fluid (out of body with sitar mix)
- Bison
- Lifelong Passion (Sail Away) (2008)
- Sing the Changes (2008)
- Dance Til We're High (2009)